# تاي شيبالان
تييسيلاني "تاي" شيبالاني ولد 5 اكتوبر 9851هو لاعب كرة قدم جنوب أفريقي لعب آخر مرة مع نادي ويك اف سي في الدور الأمريكي الثاني.